# Nyctinomops laticaudatus
Nyctinomops laticaudatus — вид рукокрилих родини молосових.

## Середовище проживання
Країни мешкання: Аргентина, Беліз, Бразилія, Колумбія, Куба, Еквадор, Сальвадор, Французька Гвіана, Гватемала, Гаяна, Гондурас, Мексика (Халіско, Тамауліпас), Панама, Парагвай, Перу, Тринідад і Тобаго, Уругвай. Займає різноманітні тропічні й субтропічні середовища проживання. Виявляється, до 1500 м над рівнем моря.

## Морфологія
Морфометрія. Довжина голови й тіла: 67.8 мм, хвіст: 42.3 мм, задні ступні: 10.4 мм, вуха: 20.5 мм, передпліччя: 44.6 мм, вага: 14.5 грам. Показує малий статевий диморфізм.
Опис. Верх глибоко коричневий з волоссям білим при основі. Низ блідо-рожево-коричневий.

## Стиль життя
Часто харчується над струмками та іншими вологими площами. Утворює колонії до 50 особин.